# Славна (Вінницький район)
Сла́вна — село в Україні, у Липовецькій міській громаді Вінницького району Вінницької області. Населення становить 514 особи.

## Історія
Станом на 1885 рік у колишньому власницькому селі Липовецької волості Липовецького повіту Київської губернії мешкало 670 осіб, налічувалось 99 дворових господарств, існували постоялий будинок і водяний млин.
За переписом 1897 року кількість мешканців зросла до 899 осіб (428 чоловічої статі та 471 — жіночої), з яких 857 — православної віри.
12 червня 2020 року, розпорядженням Кабінету Міністрів України № 707-р «Про визначення адміністративних центрів та затвердження територій територіальних громад Вінницької області», увійшло в Липовецьку міську громаду.
19 липня 2020 року, в результаті адміністративно-територіальної реформи та ліквідації Липовецького району, село увійшло до складу Вінницького району.